# Unreleased Art Vol. VIII: Live at the Winery
Unreleased Art Vol. VIII: Live at the Winery ist ein posthumes Album des Altsaxophonisten Art Pepper. Die am 6. September 1976 bei einem Konzert in der Paul Masson Mountain Winery in Saratoga entstandenen Aufnahmen erschienen 2013 auf Widow’s Taste, dem Label seiner Witwe Laurie Pepper. Es war das achte Album einer Serie von Veröffentlichungen aus dem Nachlass mit dem Titel Unreleased Art.

## Hintergrund
Alle bis auf eine der ersten sieben Ausgaben der Reihe Unreleased Art enthalten Aufnahmen Art Peppers aus den Jahren 1980–82, den letzten drei Jahren des turbulenten Lebens Peppers. Sie präsentieren ihn mit seinen regulären Quartetten. Im Gegensatz dazu ist auf Vol. VIII: Jazz at the Winery Musik enthalten, die bei einem Auftritt des Saxophonisten bei einem Jazzfestival in Saratoga, Kalifornien, am 6. September 1976 mit einer für diese Gelegenheit zusammengestellten Rhythmusgruppe (bestehend aus dem Pianisten Smith Dobson, Jim Nichols am Bass und dem Schlagzeuger Brad Bilhorn) mitgeschnitten wurde. Diese Aufnahme wurde von einem Besucher eines Jazzfestivals gemacht, das am Nachmittag des 6. September 1976 im Weingut von Paul Masson stattfand.
Das Konzert fand kurz nach der Veröffentlichung seines „Comeback“-Albums Living Legend statt, das Pepper am 9. August 1975 mit Hampton Hawes, Charlie Haden und Shelly Manne aufgenommen hatte, und im mitgeschnittenen Set sind drei von sechs Titeln dieses Albums enthalten. In der Woche darauf nahm Art Pepper mit George Cables, David Williams und Elvin Jones für Contemporary Records das Studioalbum The Trip auf.

## Titelliste
- Art Pepper: Unreleased Art Vol. VIII: Live at the Winery (Widow's Taste APM 13001)[3]

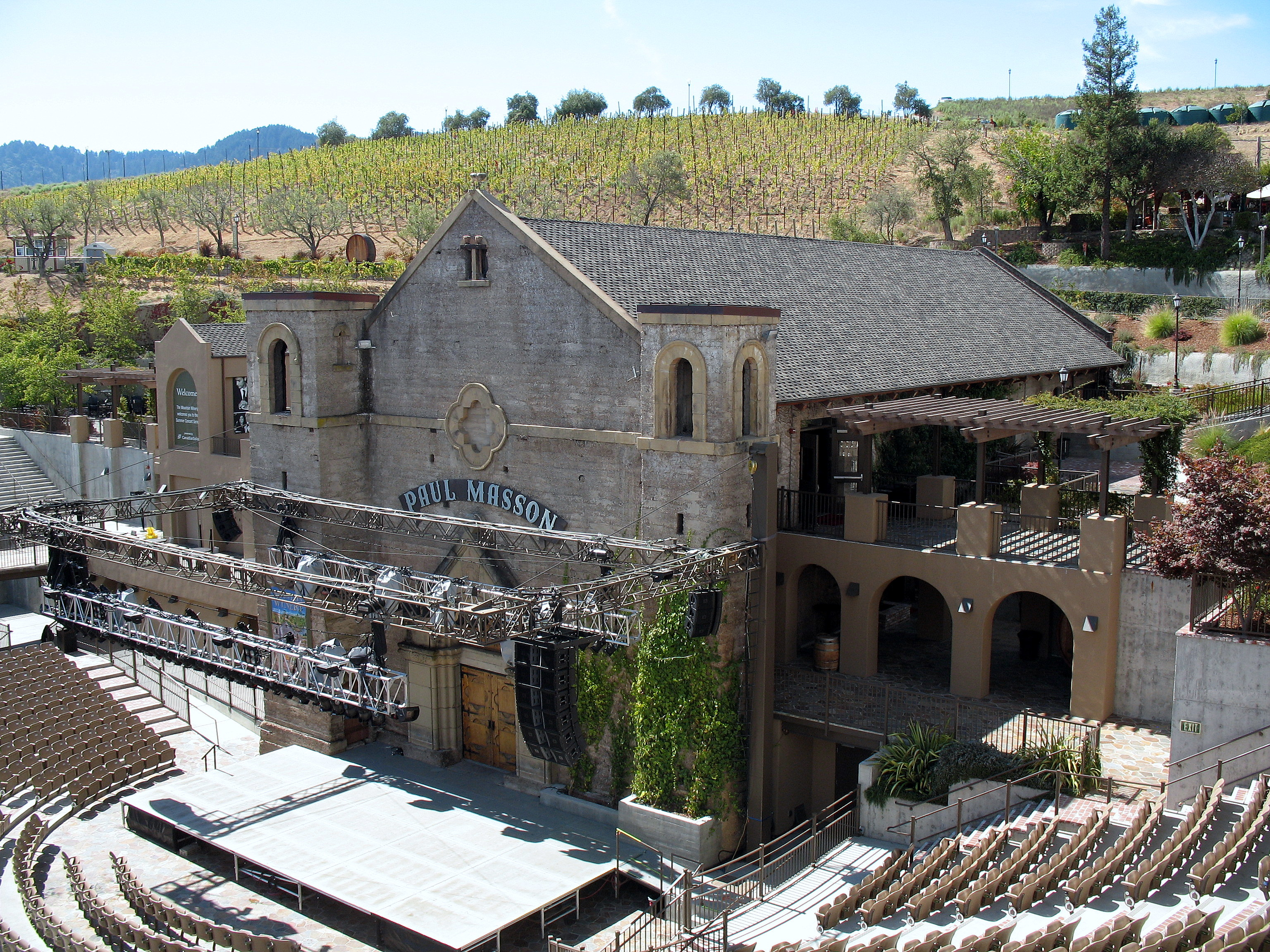
Die:Paul Masson Mountain Winery in Saratoga (2012)

1. Caravan (Juan Tizol, Duke Ellington) 10:55
2. Talk: Band Intros 1:46
3. Ophelia 8:28
4. Here’s That Rainy Day (Jimmy Van Heusen, Johnny Burke) 10:41
5. Talk About Smith Dobson; Intro to What Laurie Likes 0:39
6. What Laurie Likes 13:12
7. Straight Life 6:18
8. Saratoga Blues 9:56

- Alle anderen Kompositionen stammen von Art Pepper.

## Rezeption
Thomas Conrad schrieb in JazzTimes, die Klangqualität in der vorliegenden Folge der Unreleased Art-Reihe sei grenzwertig; es klinge neblig. „Peppers Alt ist so dünn und schroff, dass es manchmal wie ein Spielzeugsaxophon klingt. Aber der Sound ist ausreichend, um zu zeigen, wie sich der Pepper der Mitte der 70er-Jahre, der sein letztes Comeback begann, vom Pepper der 80er-Jahre unterschied.“ Pepper spiele ein bisschen weniger wild, „weniger am Rande des Zerreißens vor Ekstase und Wut, so spielte er am Ende seines Lebens.“ Conrad würdigt auch die Leistungen von Smith Dobson; er sei ein feiner Pianist, der inzwischen fast vergessen sei. Vol. VIII sei ein zwar technisch unvollkommener, aber dafür ungefilterter, unschätzbarer Einblick in das Leben und die Zeiten eines großen amerikanischen Künstlers, resümiert Conrad.
S. Victor Aaron besprach das Album in Something Else und meinte, vielleicht der größte Vorzug von Unreleased Art, Vol. VIII sei einfach, dass es eine weitere Gelegenheit biete, in der Zeit zurückzugehen und einem der Größen der alten Saxophonisten zuzuhören. Dies sei eine weitere Erinnerung daran, dass selbst der größte Teil der Klasse der neuen Schule noch viel Nachholbedarf habe.